# Wurtsboro
Wurtsboro és una població dels Estats Units a l'estat de Nova York. Segons el cens del 2000 tenia 1.234 habitants.

## Demografia
Segons el cens del 2000, Wurtsboro tenia 1.234 habitants, 479 habitatges, i 330 famílies. La densitat de població era de 378,1 habitants per km².
Dels 479 habitatges en un 39,5% hi vivien nens de menys de 18 anys, en un 50,3% hi vivien parelles casades, en un 13,2% dones solteres, i en un 31,1% no eren unitats familiars. En el 27,3% dels habitatges hi vivien persones soles el 9,6% de les quals corresponia a persones de 65 anys o més que vivien soles. El nombre mitjà de persones vivint en cada habitatge era de 2,58 i el nombre mitjà de persones que vivien en cada família era de 3,15.
Per edats la població es repartia de la següent manera: un 30,2% tenia menys de 18 anys, un 6,8% entre 18 i 24, un 30,1% entre 25 i 44, un 22,5% de 45 a 60 i un 10,3% 65 anys o més.
L'edat mediana era de 35 anys. Per cada 100 dones de 18 o més anys hi havia 88,4 homes.
La renda mediana per habitatge era de 38.500 $ i la renda mediana per família de 46.359 $. Els homes tenien una renda mediana de 40.385 $ mentre que les dones 25.060 $. La renda per capita de la població era de 16.698 $. Entorn del 9,7% de les famílies i el 10,9% de la població estaven per davall del llindar de pobresa.